# NGC 7218
NGC 7218 este o emission-line galaxy⁠(d) situată în constelația Vărsătorul. A fost descoperită în 6 septembrie 1793 de către William Herschel. Se află la o distanță de 23,12 de megaparseci de Pământ.